# ブレーク数
ブレーク数（ブレークすう）とは、流体力学で使用される無次元数の1つ。以下の公式で求められる。
{\displaystyle Bl={\frac {v\rho }{l\sigma }}}
ただし、{\displaystyle Bl}はブレーク数、{\displaystyle v}は流体の速度、{\displaystyle \rho }は流体の密度、{\displaystyle l}は流体の長さ、{\displaystyle \sigma }は流体の粘性率である。粒子層の流れの運動量輸送についての記述に使われる。